# Johannes Kistemaker
Johannes Fredericus Anthonius Kistemaker (Oldenzaal, 22 augustus 1813 – Utrecht, 25 november 1883) was een Nederlands geestelijke van de Rooms-Katholieke Kerk werkzaam op Curaçao.
Kistemaker arriveerde in 1837 als missionaris op Curaçao. Hij bleef in de westelijke missie werkzaam tot zijn overlijden in 1883.
In 1841 werd Kistemaker pastoor op Sint Eustatius. Van 1843 tot 1854 werd Saba beurtelings bezocht door de missionarissen werkzaam op St. Eustatius en St. Maarten. In 1847 keerde Kistemaker voor korte duur terug naar Nederland. In 1850 kocht hij een pastoorswoning te Windwardside (Saba). 
Reeds in 1852 werd Kistemaker aangewezen als opvolger van Martinus Niewindt; hij werd toen namelijk benoemd tot apostolisch vicaris-coadjutor van Curaçao en tot titulair bisschop van het Griekse Uranopolis. In 1855 kreeg Kistemaker de verantwoordelijkheid voor de missie op de drie bovenwindse eilanden. In 1857 werd hij pastoor van de Basiliek Santa Ana van Otrobanda (Curaçao). Toen Niewindt in 1860 overleed, volgde Kistemaker hem inderdaad op als apostolisch vicaris.  
Kistemaker ging omstreeks 1866 met emeritaat. Hij keerde daarop terug naar Nederland en overleed in 1883 in Utrecht.
Hij is begraven op de r.k. begraafplaats in Zenderen, waar zijn graf nog te zien is.